# Джонсон, Билл (спортсмен)
Уильям Дин (Билл) Джонсон (англ. William Dean "Bill" Johnson; 30 марта 1960, Лос-Анджелес, Калифорния — 21 января 2016, Грешем, Орегон) — американский горнолыжник, олимпийский чемпион 1984 года в скоростном спуске. Специализировался в скоростном спуске.
Стал первым мужчиной из США, которому удалось выиграть Олимпиаду в горнолыжном спорте (спустя три дня на тех же Играх в Сараево золото в слаломе выиграл американец Фил Маре). Кроме того, Джонсон стал первым горнолыжником (как среди мужчин, так и женщин), родившимся не в альпийском регионе, которому удалось победить в скоростном спуске на Олимпийских играх.
За карьеру одержал три победы на этапах Кубка мира — все в скоростном спуске в сезоне 1983/84 (одну — до Олимпийских игр, две — после). По итогам сезона 1983/84 занял третье место в зачёте скоростного спуска и 14-е место в общем зачёте. В другие сезоны ни разу не попадал даже в 5-ку лучших на этапах Кубка мира.

## Победы на этапах Кубка мира (3)
| №  | Сезон   | Дата        | Место            | Дисциплина           |
| -- | ------- | ----------- | ---------------- | -------------------- |
| 1. | 1983/84 | 15 янв 1984 | Венген           | Скоростной спуск     |
| 2. | 1983/84 | 4 мар 1984  | Аспен            | Скоростной спуск (2) |
| 3. | 1983/84 | 11 мар 1984 | Уистлер-Блэккомб | Скоростной спуск (3) |

## Интересные факты
Личный девиз Джонсона, который был вытатуирован на его руке, гласил Ski to die, что в переводе с английского приблизительно означает «кататься до смерти».